# Assicurazioni Generali
Assicurazioni Generali S.p.A. – międzynarodowa instytucja finansowa założona 26 grudnia 1831 roku w Trieście, w ówczesnym Cesarstwie Austriackim (dziś Włochy), działająca w sektorze ubezpieczeniowym oraz inwestycyjnym.

## Generali w Polsce
Na ziemiach polskich pierwsze oddziały Generali powstały już w roku 1837. W okresie międzywojennym Generali miało swoje przedstawicielstwa we wszystkich większych miastach polskich, m.in. w Warszawie, Lwowie, Krakowie, Katowicach, Poznaniu, Łodzi i Wilnie.
W roku 1948 wszystkim prywatnym i zagranicznym towarzystwom ubezpieczeniowym, w tym Generali, zostało odebrane prawo do działalności w Polsce.
Generali wróciło do Polski w 1998 roku jako Generali – Risk Consulting Sp. z o.o.
5 lipca 1999 roku Generali otrzymało zezwolenie Ministerstwa Finansów na prowadzenie działalności w zakresie ubezpieczeń na życie i pozostałych ubezpieczeń osobowych i majątkowych. Wówczas zostały założone dwa towarzystwa: Generali Towarzystwo Ubezpieczeń SA i Generali Życie Towarzystwo Ubezpieczeń SA.
Obecnie Generali w Polsce prowadzi działalność poprzez cztery wyspecjalizowane spółki:
- Generali Towarzystwo Ubezpieczeń SA,
- Generali Życie Towarzystwo Ubezpieczeń SA,
- Generali Powszechne Towarzystwo Emerytalne SA,
- Generali Finance Sp. z o.o.